# Fiertel

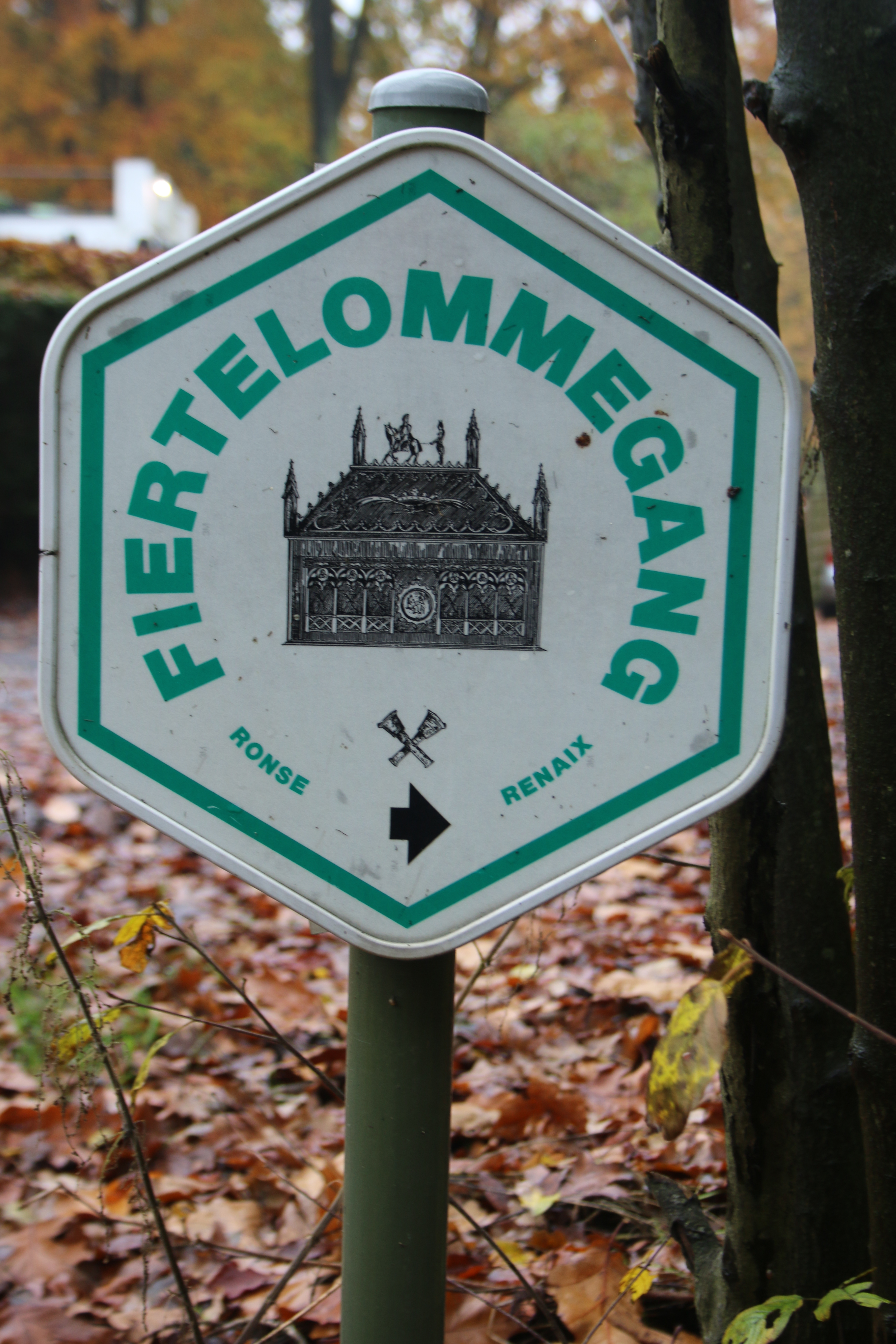

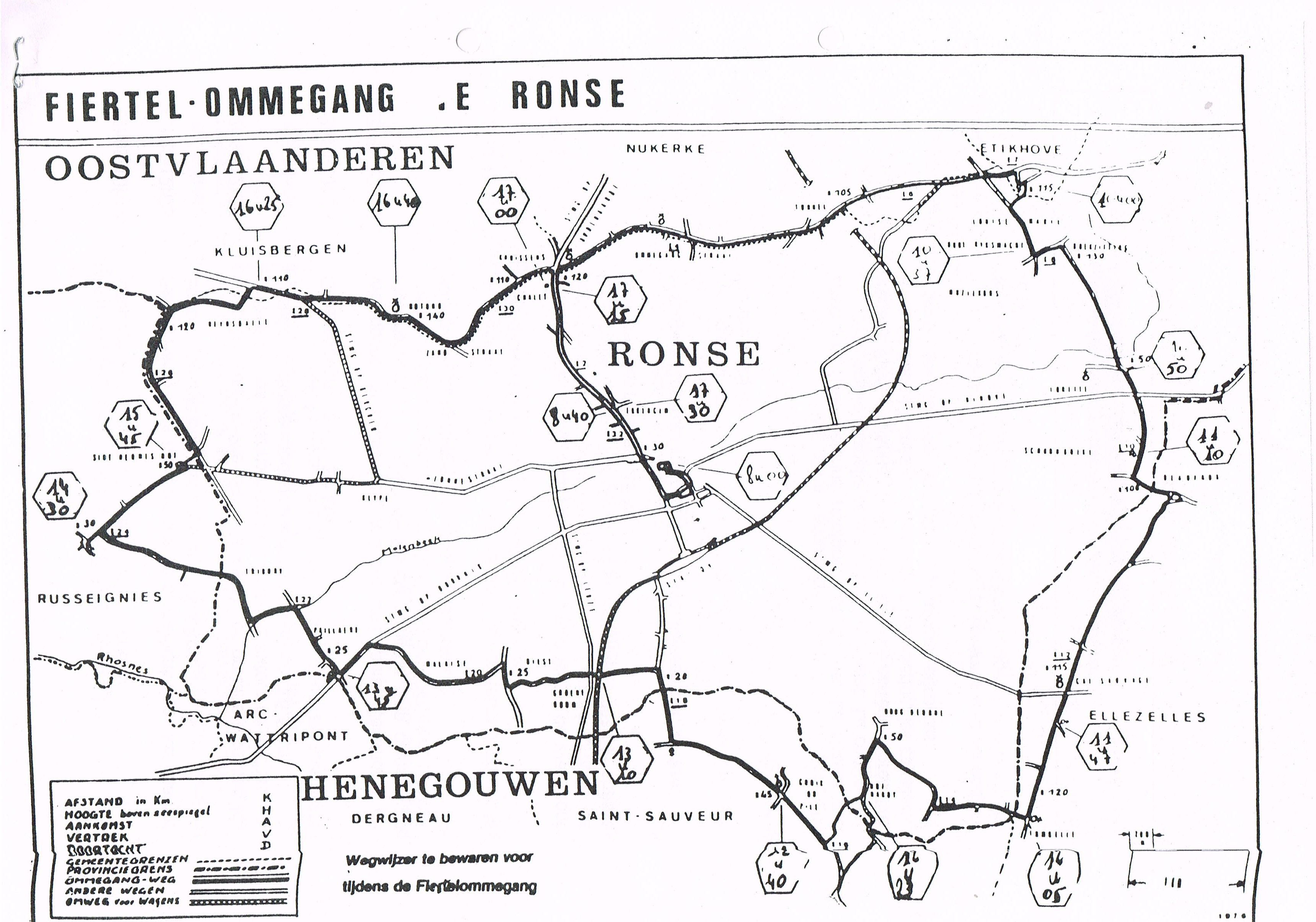
Fiertel.

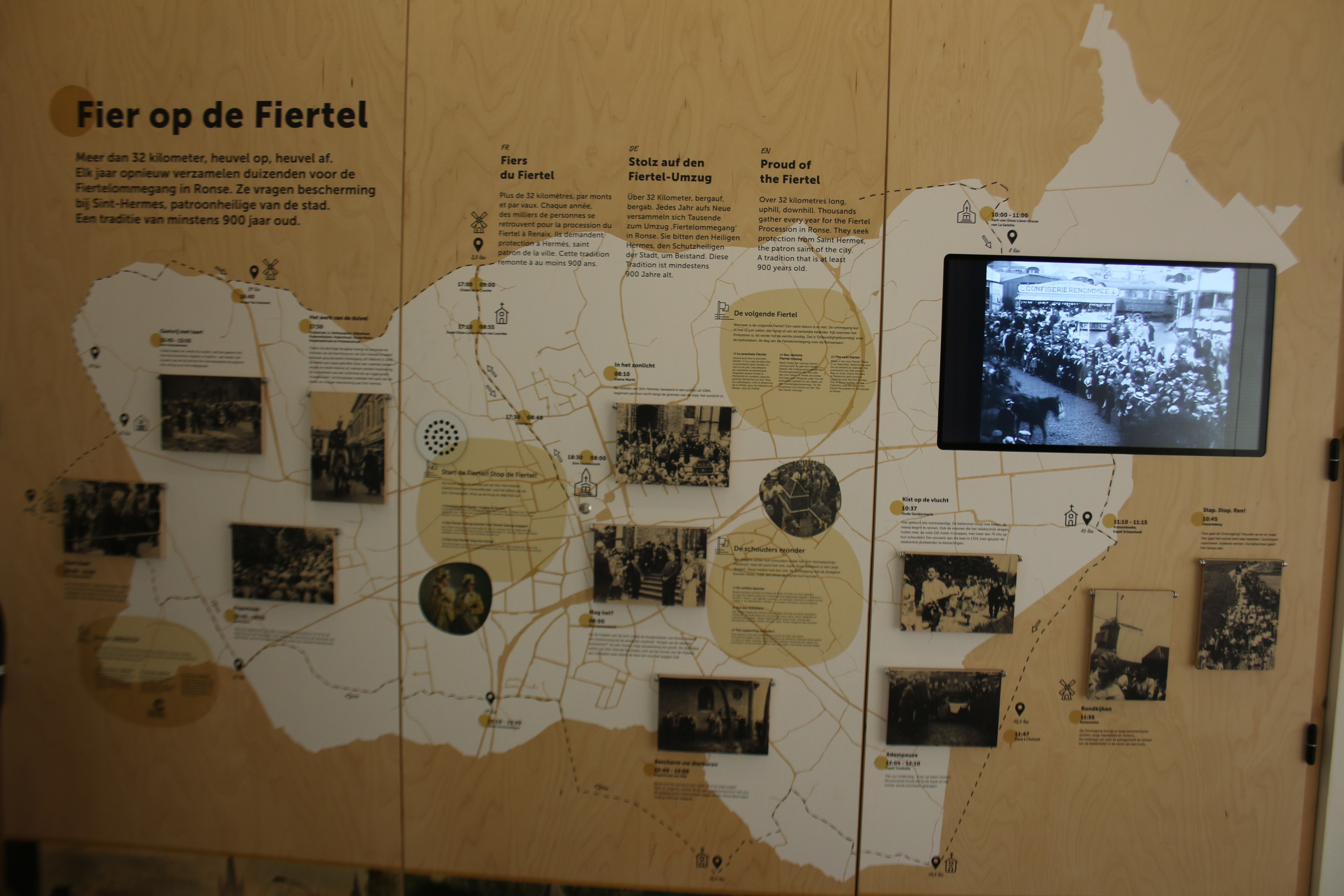
Infopaneel Fiertel in de Hoge Mote.

De fiertel, in Eine de fietel genoemd, is een volksfeest in de regio van Ronse. Het vindt altijd plaats het eerste weekend na Pinksteren.
De term fiertel is een verbastering van het Latijnse feretrum, wat reliekschrijn betekent. De fierteltraditie vindt haar oorsprong in religieuze processies, waarbij een schrijn van een lokale heilige voorop werd gedragen. De religieuze dimensie van de fiertel is nog het sterkst in Ronse.
Tijdens de Sint-Lievensprocessie werd jaarlijks op het patroonfeest van de Heilige Livinus de fiertel van Sint-Lieven van Gent naar Sint-Lievens-Houtem gedragen tijdens een massale volksbedevaart. Deze processie ging gepaard met een groot volksfeest in beide gemeentes.
De Oudenaardse deelgemeenten die een fiertel organiseren, hebben geen godsdienstige bedoelingen meer met de festiviteiten. In Volkegem, Mater, Leupegem, Eine en Welden wordt daarentegen op straat een ludieke optocht gehouden, waarbij de draak met de actualiteit wordt gestoken. Mensen verkleden zich als Bekende Vlamingen of als lokale politici, en voeren een zelf geschreven toneelstukje op. In de rurale dorpen, in het bijzonder Mater, worden de uitgebeelde satirische taferelen op karren van straat naar straat getrokken, vermits de afstanden er lang zijn en de wegen steil.
De uitbundige, seculiere fiertel die de processie heeft vervangen, gaat terug tot Prosper De Maeght, een middenstander die zich in de late negentiende eeuw in Eine had gevestigd en er een tabakswinkel had geopend. Op een avond had zijn vrouw hem opgedragen op de zaak te letten, met de woorden let op die deure!, dat wil zeggen, houd in de gaten of er iemand binnenkomt; Prosper, die een tooghanger was, had op die manier dus huisarrest. De man haalde echter een practical joke uit: hij hief de deur uit haar hengsels, legde ze op zijn kruiwagen en ging naar het café. Dit vonden de Einenaars dermate grappig, dat er een spontane stoet van grappenmakers Prosper door de straten volgde, en zij herdachten het voorval jaarlijks.
In Eine bevindt zich ook een standbeeld van Prosper De Maeght met zijn deur en kruiwagen, met het opschrift: „Aelzo letteg'hie op die deure“; want Prosper lette inderdaad op de deur, zoals zijn vrouw hem had gevraagd. Deze anekdote is in Oudenaarde algemeen bekend. Waarom fiertel enkel in Eine fietel wordt genoemd, is echter onduidelijk.

## De Fiertelommegang van Ronse
Elke eerste zondag na Pinksteren wordt het schrijn met de relieken van de heilige Hermes, de patroonheilige van de stad Ronse, langs een parcours van 32,6 km rond de grenzen van de stad gedragen. De traditie wil dat iedereen die zich binnen de cirkel bevindt, zo beschermd wordt tegen geestesziekten. De Fiertelommegang is een historische gebeurtenis en een van de belangrijkste evenementen in Ronse. Jaarlijks nemen ongeveer 5000 Ronsenaars en sympathisanten deel. Een historische stoet (processie)  door de centrumstraten sluit deze ommegang af.

## De Firtelstoet van Zulte
In Zulte is er ook een fiertel, deze wordt echter wel Firtel genoemd. Dit is een jaarlijks terugkerend folkloristisch evenement dat bestaat uit een publiciteitskaravaan, dans- en muziekgroepen, Zultse Reuzen en een stoet van praalwagens waarop korte toneelstukjes worden uitgevoerd op verschillende plaatsen langs een vooraf uitgestippeld traject.